# Dirk Coster

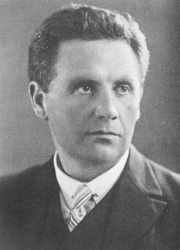
Dirk Coster

Dirk Coster (* 5. Oktober 1889 in Amsterdam; † 12. Februar 1950 in Groningen) war ein niederländischer Physiker.
Von 1913 bis 1919 studierte er Physik an der Universität Leiden und promovierte dort 1922. Anschließend arbeitete er  bei Karl Manne Siegbahn an der Universität Lund und bei Niels Bohr in Kopenhagen. Von 1924 bis 1949 lehrte er Experimentalphysik an der Universität Groningen.
Gemeinsam mit George de Hevesy entdeckte er 1923 das Element Hafnium durch Röntgenspektroskopie in einem Zirconiummineral.
Dirk Coster half Lise Meitner am 13. Juli 1938 bei der Ausreise aus Nazi-Deutschland.
Seit 1934 war er Mitglied der Königlich Niederländischen Akademie der Wissenschaften. Der Asteroid (10445) Coster wurde nach ihm benannt.